# Anna Zeiner
Anna Zeiner (3. Oktober 1807 in Wien, Kaiserthum Österreich – 30. April 1861 ebenda) war eine österreichische Theaterschauspielerin.

## Leben
Zeiner, die Tochter des damaligen k.k. Hoftheatergarderobiers wurde schon seit ihrer frühestens Kindheit mit den Theaterverhältnissen vertraut und niemand nahm es Wunder, dass das frische, aufgeweckte, begabte Kind schon mit 14 [!] Jahren, und zwar am 12. Oktober 1824 als „Gabriele“ im gleichnamigen Drama, am Theater an der Wien debütierte. Ihre unleugbaren Anlagen fanden auch allgemeine Aufmerksamkeit und die junge Schauspielerin feierte in Waise aus Genf, Mädchen von Marienburg, namentlich aber als „Alcinde“ in Moisasurs Zauberfluch große Erfolge.
So erwähnt Carl Ludwig Costenoble in seinen Tagebuchblättern (26. Oktober 1830) gelegentlich eines Besuchs des Theaters an der Wien (Kunst und Natur): Dlle. Zeiner gab die „Aurora“ mit einer Einsicht mit einer Kraft und Wahrheit, daß ich sagen kann, mir ist lange kein weibliches Wesen mit soviel Intelligenz vorgekommen. Ihr Leistungen blieben auch im Hofburgtheater nicht unbemerkt, und Joseph Schreyvogel beeilte sich, die Künstlerin für die deutsche Musterbühne zu gewinnen, auf der sie am 18. April 1831 als „Nottingham“ in Essex zum ersten Mal erschien, Zeiner wirkte an dieser Kunststätte volle 30 Jahre, zuerst als Liebhaberin und Lustspielsoubrette („Lucie“ in König Enzio, „Irene“ in Belizar, aber auch „Sappho“ waren damals gern gesehene Leistungen der Künstlerin), später (seit Anfang der 1850er Jahre) in ernsten und komischen Mütter- und Anstandsrollen.
Man rühmte an ihr treffliche Charakterisierungsgabe und starkes schauspielerisches Verständnis. Große tragische Rollen hat diese mehr als verwendbare Schauspielerin (wie sie auch von C.L. Costenoble manchmal bezeichnet wurde) nicht allzu oft zugeteilt erhalten, allein sie wusste durch ihr pikantes Spiel Chargen und Episoden zu entschiedener Bedeutung zu erheben. So galt die ganz unbedeutende Rolle der „Wirtschaftsrätin“ in Von Sieben die häßlichste als eine Gestaltung von drastischer Wirkung sondergleichen. Namentlich für das Fach der Hexen galt sie als prädestinierte Spezialität, wobei sie ihr höchst unvorteilhaftes Äußeres – sie war geradezu auffallend hässlich – wirksam unterstützte. Auch als „Daja“ im Nathan bot sie eine nicht unbedeutende Leistung. Besonders rühmte man ihr meisterliches Einfügen in das glänzende Ensemble des Burgtheaters, an dessen berühmten Zusammenspiel sie unbestritten großen Anteil hatte.
In der letzten Zeit ihrer künstlerischen Tätigkeit war sie wiederholt leidend, und schied, um sich besser pflegen zu können, am 19. Dezember 1860 als „Ella Rosa“ in Karl Gutzkows gleichnamiger Komödie für immer von der Bühne. Wenige Monate später, am 30. April 1861, verschied die Künstlerin.